# Ophiuche eremialis
Ophiuche eremialis är en fjärilsart som beskrevs av Swinhoe 1889. Ophiuche eremialis ingår i släktet Ophiuche och familjen nattflyn. Inga underarter finns listade i Catalogue of Life.